# Сен-Кантен-ла-Шабан
Сен-Канте́н-ла-Шаба́н (фр. Saint-Quentin-la-Chabanne) — коммуна во Франции, находится в регионе Лимузен. Департамент коммуны — Крёз. Входит в состав кантона Фельтен. Округ коммуны — Обюссон.
Код INSEE коммуны — 23238.

## Население
Население коммуны на 2010 год составляло 359 человек.
| 1962 | 1968 | 1975 | 1982 | 1990 | 1999 | 2010 |
| ---- | ---- | ---- | ---- | ---- | ---- | ---- |
| 447  | 431  | 419  | 416  | 443  | 372  | 359  |

## Экономика
В 2010 году среди 230 человек трудоспособного возраста (15—64 лет) 162 были экономически активными, 68 — неактивными (показатель активности — 70,4 %, в 1999 году было 71,4 %). Из 162 активных жителей работали 150 человек (81 мужчина и 69 женщин), безработных было 12 (4 мужчины и 8 женщин). Среди 68 неактивных 14 человек были учениками или студентами, 36 — пенсионерами, 18 были неактивными по другим причинам.